# F-19 Stealth Fighter
F-19 Stealth Fighter je počítačová hra, kterou vydala společnost MicroProse v roce 1988 pro platformu PC a v roce 1990 pro Amigu a Atari ST. Jedná se o 16bitový remake 8bitové hry Project Stealth Fighter z roku 1987, která byla vydána pro počítače Commodore 64 a ZX Spectrum. 

Verze pro PC vyžadovala minimální hardware PC XT a operační systém MS-DOS 2.1 nebo vyšší. Ovládala se klávesnicí, myší a případně joystickem. Byla k dispozici na 5¼″ nebo 3½″ disketách.
Simulované letadlo vycházelo z plastikového modelu F-19 v měřítku 1:48 společnosti Testor Corporation z roku 1986, o němž se v druhé polovině 80. let 20. století soudilo, že by mohl zobrazovat výsledek programu Stealth amerického letectva. Nicméně výsledkem přísně tajného programu Stealth bylo letadlo Lockheed F-117 Nighthawk, které bylo veřejnosti odhaleno 10. listopadu 1988 – v den vydání hry F-19 Stealth Fighter. Firma MicroProse poté v roce 1991 vydala aktualizovanou videohru F-117A Nighthawk Stealth Fighter 2.0, kde "neviditelné" letadlo vycházelo již ze skutečné předlohy.

## Popis

### Bojiště
Hra obsahuje 4 bojiště:

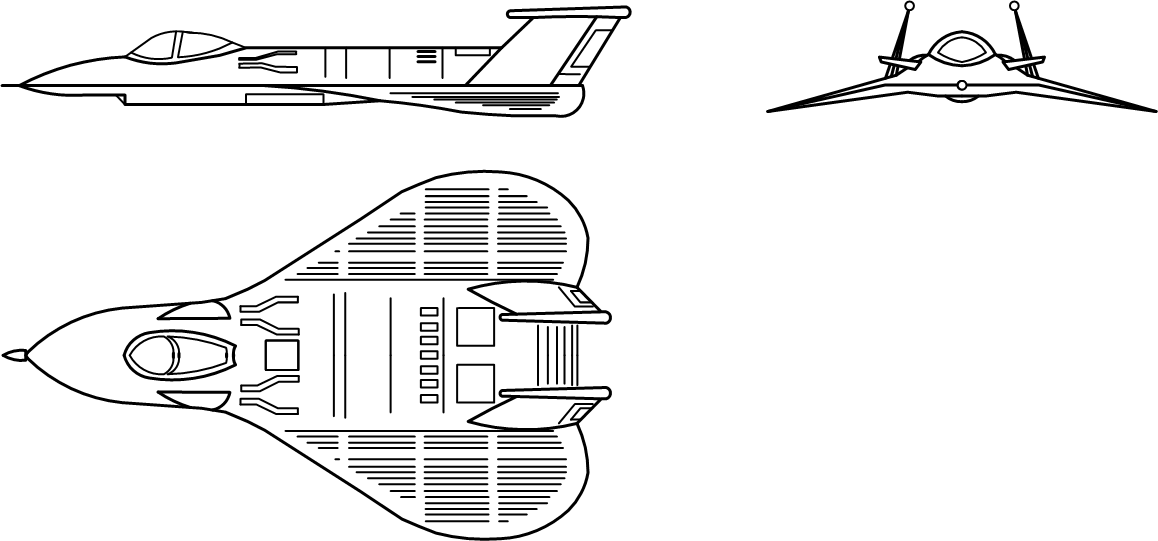
Zobrazení F-19 Stealth Fighter

- Libye – bojové akce budou začínat na palubě letadlové lodi USS America (CV-66) nebo ze spojeneckých základen ve Středomoří a budou vedeny proti Kaddáfího Libyi, která své území poskytuje k výcviku teroristů. Tento region je nejméně náročný ze všech.
- Perský záliv – budete vzlétat ze základen ve spřátelených arabských zemích na jižní straně Zálivu, cíle se nacházejí v Íránu, největším podporovateli mezinárodního terorismu. Toto bojiště je trochu obtížnější než Libye.
- Střední Evropa – základny NATO v západní Evropě budou poskytovat zázemí při akcích proti největšímu vojenskému paktu světa: Varšavské smlouvě. Velmi obtížná bojová zóna.
- Nordkapp – tajné mise budou zalétávány ze základen v severním Norsku proti cílům na ruském poloostrově Kola, který je obrovským vojenským komplexem. Nejnáročnější bojiště.

Navíc ze hry F-15 Strike Eagle II šly zkopírovat do adresáře F-19 Stealth Fighter dvě další bojiště (musely se zaměnit za některé dvě původní):
- Střední východ – proti MiGům.
- Vietnam – nejdelší americká letecká válka.

### Úroveň konfliktu
Úroveň konfliktu má tři stupně: 
- studená válka (Cold War) – je nutné vyhnout se identifikaci cizím radarem či letadlem za každou cenu, nelze útočit na nepřítele s výjimkou toho, který F-19 identifikuje. Většinou diverzní a fotografické mise. Odhalení vlastní F-19ky nepřítelem snižuje ve výsledku bodové ohodnocení mise, stejně jako útok na nicnetušícího protivníka. Čím větší užití zbraní, tím více nežádoucí pozornosti a tím větší mezinárodní skandál. Ideální taktikou je nepozorované podletění radarového deštníku v malé výšce k cíli, splnění mise a v tichosti opuštění prostoru.
- limitovaná válka (Limited War) – diplomacie se dostala do slepé uličky a zainteresované strany podnikají omezené bojové akce. Válka je ve vyšší intenzitě, avšak stále se jedná o tajné mise. Lze útočit na všechny nepřátelské vojenské cíle, nikoli civilní.
- konvenční válka (Conventional War) – regulérní nejaderná válka v plném rozsahu, je možné útočit na jakékoli vojenské i civilní zařízení nepřítele, který je ve stavu bojové pohotovosti nebo již podniká bojové operace. Maximální způsobená škoda je žádoucí. Je však třeba se vyhnout zasažení infrastruktury v neutrální zemi. Detekce a identifikace protivníkem již nemá žádný politický dopad.

### Typ mise
Typ mise může být:
- Air-to-Air Missions – cílem bývá dobře chráněné nepřátelské letadlo, které nemůže být zneškodněno standardně. Sekundárním cílem však bývá pozemní objekt.
- Strike Missions – častější útočné mise proti různým pozemním cílům plus příležitostné fotografické mise.
- Air-to-Air Training – tréninková mise proti vzdušným cílům. Nemůžete být zasaženi nepřátelskou palbou, ale také se nepřipočítávají body za zásah nepřátelského cíle.
- Strike Training – tréninková protizemní mise, platí tytéž podmínky jako u protivzdušného tréninku.

### Obtížnost protivníků
Výběr obtížnosti protivníků významně určuje obtížnost hry samotné. Čím zkušenější nepřítel, tím těžší je splnění mise, ale také vyšší bodové ohodnocení a rychlejší kariérní postup. 
- zelenáči (Green Opponents) – nezkušení protivníci se zastaralou technikou, často poruchovou, postrádají jakékoli bojové zkušenosti, dělají chyby.
- normální (Regular Opponents) – vybavení dle regionu, země třetího světa mají starší vojenské vybavení, supervelmoci mají modernější techniku. Obsluhy radarů jsou patřičně proškoleny, ale nedostává se jim přímé bojové zkušenosti. Piloti sice absolvovali nějaký ten letecký souboj, ale postrádají bleskové reflexy a rychlé rozhodování.
- veteráni (Veteran Opponents) – obsluhy radarů jsou zkušené s dobrým úsudkem. Piloti jsou výborní letci, často mají na svém kontě sestřel letounu. Ovládají dogfight.
- elita (Elite Opponents) – nejlepší nepřátelské jednotky s nejmodernějším vybavením. Protřelé obsluhy radarů znají svá zařízení do posledního šroubku, nepřátelští piloti jsou často letecká esa, manévrový souboj s nimi je skutečnou výzvou.

### Obtížnost přistání
Dále je možné nakonfigurovat obtížnost přistání, která má také vliv na bodové ohodnocení a případný kariérní postup:
- No Crashes – bez pádů, letadlo nelze zničit při kontaktu se zemí. Ideální pro seznámení se s vlastnostmi letounu během letu.
- Easy Landings – snadné přistání, je aktivní upozornění na přiblížení se k zemskému povrchu.
- Realistic Landings – realistické přistání, automatické hlídání přiblížení k zemskému povrchu je vypnuté. Např. přistání na letadlové lodi už vyžaduje cvik.

### Zpravodajský brífink
Po výběru nastavení se hráč ocitne ve zpravodajském brífinku, kde si na mapě může zobrazit tyto údaje odhalené rozvědkou:
- Mission Targets – veškerá potřebná data o primárním a sekundárním cíli.
- Radar Sites – údaje o radarových sítích, lokalizace, typ radaru, dosah radaru a jeho řízených střel.
- Missile Ranges – de facto to samé, ale zobrazuje maximální dolet řízených střel.
- Air Bases – údaje o leteckých základnách a letadlových lodích: lokalizace, status (nepřátelský, neutrální, spojenecký), počet perutí a typ dislokovaných letadel.
- Flight Plan – letový plán, zde se hráč dozví místo a čas vzletu, waypointy, plánované místo přistání (může se změnit dle vývoje situace, např. při poškození letadla), odhad paliva pro misi a pravidla použití sil (ROE).
- Special Events – vyznačuje území se speciální nepřátelskou aktivitou, kterému je dobré se vyhnout (např. se zde vyskytují ve zvýšené míře vojáci s MANPADS).

### Výběr zbraní
Následuje menu se zbraněmi, kde si hráč může zvolit výzbroj a výstroj do každé ze čtyř vnitřních pumovnic (při misi je během útoku nutno otevřít kryt pumovnic, aby bylo možné odpálit zbraň či aplikovat speciální výstroj). Na výběr má celkem 18 položek, z nichž většinu tvoří řízené i neřízené rakety a bomby, ale také kamera pro fotografické mise, přídavná palivová nádrž pro prodloužení doletu či speciální kontejner pro doručení na nepřátelské území. Ke každé položce je uveden stručný popisek.
Výzbroj určená pro F-19 Stealth Fighter (vyjma palubního kanónu M61 A1 Vulcan):
- 4x AIM-9M Sidewinder – řízené střely vzduch-vzduch krátkého dosahu s infračerveným naváděním, typ fire-and-forget
- 3x AIM-120A AMRAAM – řízené střely vzduch-vzduch středního dosahu s aktivním radarovým naváděním, typ fire-and-forget
- 2x Penguin-3 ASM – protilodní střely s infračerveným naváděním, typ fire-and-forget
- 1x AGM-84A Harpoon – protilodní střely s aktivním radarovým naváděním, typ fire-and-forget
- 1x AGM-88A HARM – protiradarové střely, typ fire-and-forget
- 2x AGM-65D Maverick – řízené střely vzduch-země, typ fire-and-forget
- 2x GBU-12 Paveway – letecké laserem naváděné klouzavé pumy
- 2x CBU-72 FAE – letecké laserem naváděné pumy, palivo-vzdušná zbraň
- 2x Mk 20 Rockeye II – letecké laserem naváděné kazetové pumy
- 2x Mk 20 Rockeye – brzděné letecké kazetové pumy
- 2x Durandal – brzděné letecké pumy účinné proti vzletovým a přistávacím plochám
- 1x ISCB-1 Minelets – brzděné letecké pumy účinné mj. proti vzletovým a přistávacím plochám, submunicí jsou malé miny
- 3x Mk 82-1 Snakeye – brzděné letecké pumy
- 2x Mk 32 In Cluster – brzděné letecké zápalné pumy
- 3x Mk 82-0 Slick – neřízené letecké pumy
- 2x Mk 122 Fireye – neřízené letecké zápalné pumy
- 1x 135 mm vizuální/infračervená kamera
- 1x speciální kontejner – tajné vybavení pro dodání diverzním skupinám na nepřátelském území
- 1x přídavná palivová nádrž o 1900 lbs pro prodloužení doletu

### Start mise
Hráč startuje na letecké mise z pozemních základen či letadlových lodí. Pro každou misi má určeny dva cíle: primární a sekundární. Za jejich splnění (nemusí jít nutně o zničení) je velký počet bodů. Během letu se setká s velkým množstvím další vojenské techniky zejména amerického a sovětského původu. Útočit bude na pozemní cíle (radary, sklady paliv, rafinérie, velitelství, letiště, hangáry, jaderné elektrárny, mosty, skladiště, výcvikové tábory teroristů...), námořní cíle (všelijaké lodě, raketové čluny, ropné plošiny, základny ponorek...), letadla atd. Proti němu bude startovat celá řada stíhacích letounů, bude na něj střílet pestrá paleta raket a řízených střel apod.

### Ukončení mise
Ukončení mise záleží na jejím výsledku. Může skončit velmi úspěšně, kdy pilot obdrží některou z medailí a zpravidla je povýšen na vyšší hodnost; nebo se slabým výsledkem, kdy splní pouze část mise, nebo též neúspěchem, kdy je sestřelen nebo s letadlem havaruje. Může být přitom zabit, upadnout do zajetí nebo být zachráněn posádkou spojeneckého konvertoplánu Bell Boeing V-22 Osprey. V případě úmrtí se v tabulce pilotů objeví status KIA (zabitý v boji) a takového letce již nelze vybrat do akce. 

Žádný pilot nemůže absolvovat více než 99 misí.

### Seznam medailí a stuh
V případě dostatečného zisku bodů v bojové misi vás může velitel navrhnout na některé z vyznamenání. Je to těchto 5 medailí (řazeno od nejméně cenné k nejcennější):
- Airman's Medal
- Distinguished Flying Cross
- Silver Star
- Air Force Cross
- Congressional Medal of Honor

Mezi další ocenění patří:
- Purple Heart – často při zranění během jinak úspěšné mise nebo při zabití během mise
- Combat Readiness Medal – za úspěšné absolvování tréninkové mise
- Overseas Ribbon: Short Tour – stuha za absolvování 5 misí
- Overseas Ribbon: Long Tour – stuha za absolvování 15 misí
- Longevity Service Ribbon – stuha za absolvování 30 misí
- Longevity Service Ribbon with Gold Cluster – stuha za absolvování 60 misí

### Vojenská hodnost
Ve hře je celkem sedm vojenských hodností. Hráč začíná jako 2. poručík a končit může s šarží brigádní generál, což zároveň znamená odchod z aktivní služby a přesun do funkce ve Washingtonu.
- 2nd Lt: Second Lieutenant (2. poručík)
- 1st Lt: First Lieutenant (1. poručík)
- Capt: Captain (kapitán)
- Maj: Major (major)
- Lt.Col: Lieutenant Colonel (podplukovník)
- Col: Colonel (plukovník)
- B.Gen: Brigadier General (brigádní generál)

## Protipirátská ochrana
V době vydání bylo běžné, že hry obsahovaly protipirátskou ochranu. Na začátku F-19 Stealth Fighter musí hráč absolvovat test znalostí vojenských letadel – Aircraft Identification Exam. Pokud správně neoznačí zobrazené letadlo, nemůže si zvolit misi a musí absolvovat pouze tréninkový let s počítačem vybraným vybavením. V testu jsou tyto letouny (v kódu NATO), jejichž identifikaci je možné provést v manuálu hry:
- Letouny americké provenience:
- F-14D Tomcat
- F-15C Eagle
- F-16C Falcon
- F/A-18 Hornet
- AV-8B Harrier
- EF-111E Raven
- A-6E Intruder
- A-10A Thunderbolt
- B-1B Bomber
- E-3C Sentry
- Letouny sovětské provenience:
- MiG-21 Fishbed
- MiG-25 Foxbat
- MiG-23 Flogger
- MiG-29 Fulcrum
- MiG-31 Foxhound
- Su-24 Fencer
- Yak-38 Forger
- Su-27 Flanker
- Tu-26 Backfire
- Il-76 Mainstay

## Manuál
Součástí hry je i téměř 200stránkový manuál, v němž lze najít veškeré užitečné informace. Podrobný popis ovládání hry, tutorial, taktiky a strategie útoků, letové charakteristiky, seznamy vojenské techniky a jejich parametry, různé rady a tipy, atd.